# Mordella quadriguttulata
Mordella quadriguttulata là một loài bọ cánh cứng trong họ Mordellidae. Loài này được Motschulsky miêu tả khoa học năm 1872.